# فرماندهی شمالی هند
فرماندهی شمالی هند (انگلیسی: Northern Command) یکی از شش فرماندهی منطقه‌ای در نیروی زمینی هند است. این فرماندهی در ابتدا به عنوان ارتش شمالی ارتش هند بریتانیا در سال ۱۹۰۸ تشکیل شد. پس از استقلال هند در سال ۱۹۴۷ منحل شد و بعداً در سال ۱۹۷۲ دوباره تشکیل شد. 
در حال حاضر، سپاه چهاردهم (له)، سپاه پانزدهم (سرینگر)، سپاه اول (ماتورا) و سپاه شانزدهم (ناگروتا) تحت کنترل این فرماندهی می‌باشند. فرمانده فعلی فرماندهی شمالی سپهبد پراتیک شارما است. ستاد فرماندهی شمالی در شهر اودامپور قرار دارد.